# Мария Анна фон Анхалт-Десау
Мария Анна фон Анхалт-Десау (на немски: Marie Anne von Anhalt-Dessau; * 14 септември 1837, Десау; † 12 май 1906, Фридрихрода) от род Аскани, е принцеса от Анхалт-Десау и чрез женитба принцеса на Кралство Прусия.

## Биография
Тя е дъщеря, третото дете, на херцог Леополд IV фон Анхалт-Десау (1794 – 1871) и съпругата му принцеса Фридерика Пруска (1796 – 1850), дъщеря на наследствения принц Фридрих Лудвиг Карл фон Прусия и Фридерика фон Мекленбург-Щрелиц. Майка ѝ Фридерика е племенница на пруския крал Фридрих Вилхелм III. Сестра е на херцог Фридрих I фон Анхалт (1831 – 1904), женен на 22 април 1854 г. в Алтенбург за принцеса Антоанета фон Саксония-Алтенбург (1838 – 1908), и на Агнес (1824 – 1897), омъжена на 28 април 1853 г. в Десау за наследствения принц, по-късно херцог Ернст I фон Саксония-Алтенбург (1826 – 1908).
Мария Анна фон Анхалт-Десау умира на 12 май 1906 г. на 68 години във Фридрихрода, Германия.

## Фамилия
Мария Анна фон Анхалт-Десау се омъжва на 29 ноември 1854 г. в Десау за втория си братовчед принц Фридрих Карл Николаус Пруски (* 20 март 1828, Берлин; † 15 юни 1885, ловния дворец Клайн-Глинике), син на принц Фридрих Карл Александер Пруски (1801 – 1883) и принцеса Мария фон Саксония-Ваймар-Айзенах (1808 – 1877). Той е внук на пруския крал Фридрих Вилхелм III и Фридерика фон Мекленбург-Щрелиц и племенник на император Вилхелм Велики. Те имат децата:
- Мария Пруска (* 14 септември 1855, Марморпалат; † 20 юни 1888, замък Албрехтсберг, Дрезден), омъжена I. на 24 август 1878 г. в Новия дворец, Потсдам, за принц Вилем Фредерик Хендрик от Нидерландия, щатхалтер на Люксембург (1820 – 1879), син на крал Вилхелм II Нидерландски, II. на 6 май 1885 г. в Берлин за принц Алберт фон Саксония-Алтенбург, херцог на Саксония (1843 – 1902)
- Елизабет Анна Пруска (* 8 февруари 1857, Потсдам; † 28 август 1895, дворец Адолфсек близо до Фулда), омъжена на 18 февруари 1878 г. в Берлин за велик херцог Фридрих Август фон Олденбург (1852 – 1931)
- Анна Виктория Шарлота Августа Аделхайд (* 26 февруари 1858, Марморпалат; † 6 май 1858, Марморпалат)
- Луиза Маргарета Пруска (* 25 юни 1860, Потсдам; † 14 март 1917, Лондон), омъжена на 13 март 1879 г. в Уиндзор за принц Артур от Великобритания и Ирландия, 1. херцог на Конахт и Стратерн (1850 – 1942), син на кралица Виктория
- Йоахим Карл Вилхелм Фридрих Леополд Пруски (* 14 ноември 1865, Берлин; † 13 септември 1931, Флатов, Гренцмарк), принц на Прусия, женен на 24 юни 1889 г. в Берлин за принцеса Феодора Луиза София Аделхайд Хенриета Амалия фон Шлезвиг-Холщайн-Зондербург-Аугустенбург (1866 – 1952)

След смъртта на нейния съпруг принц Фридрих Карл на 15 юни 1885 г. Мария Анна напуска Берлин и отива в Неапол, Рим и Флоренция в Италия. Скоро има слухове, че тя се омъжила в морганатичен брак за капитан фон Вагенхайм.

## Галерия
- Мария Анна фон Анхалт-Десау
- Мария Анна фон Анхалт-Десау